# فرانيي

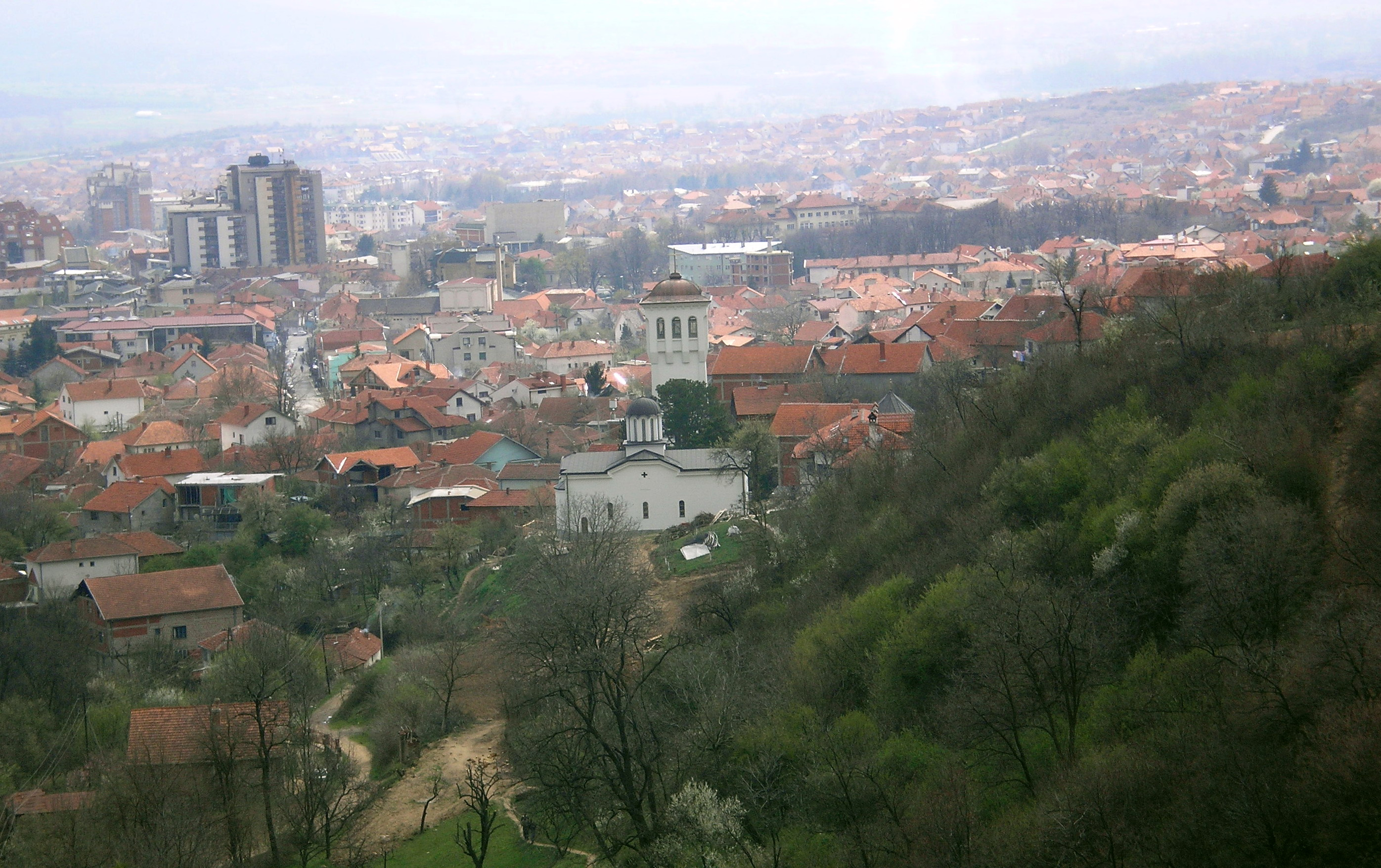
منظر عام للمدينة

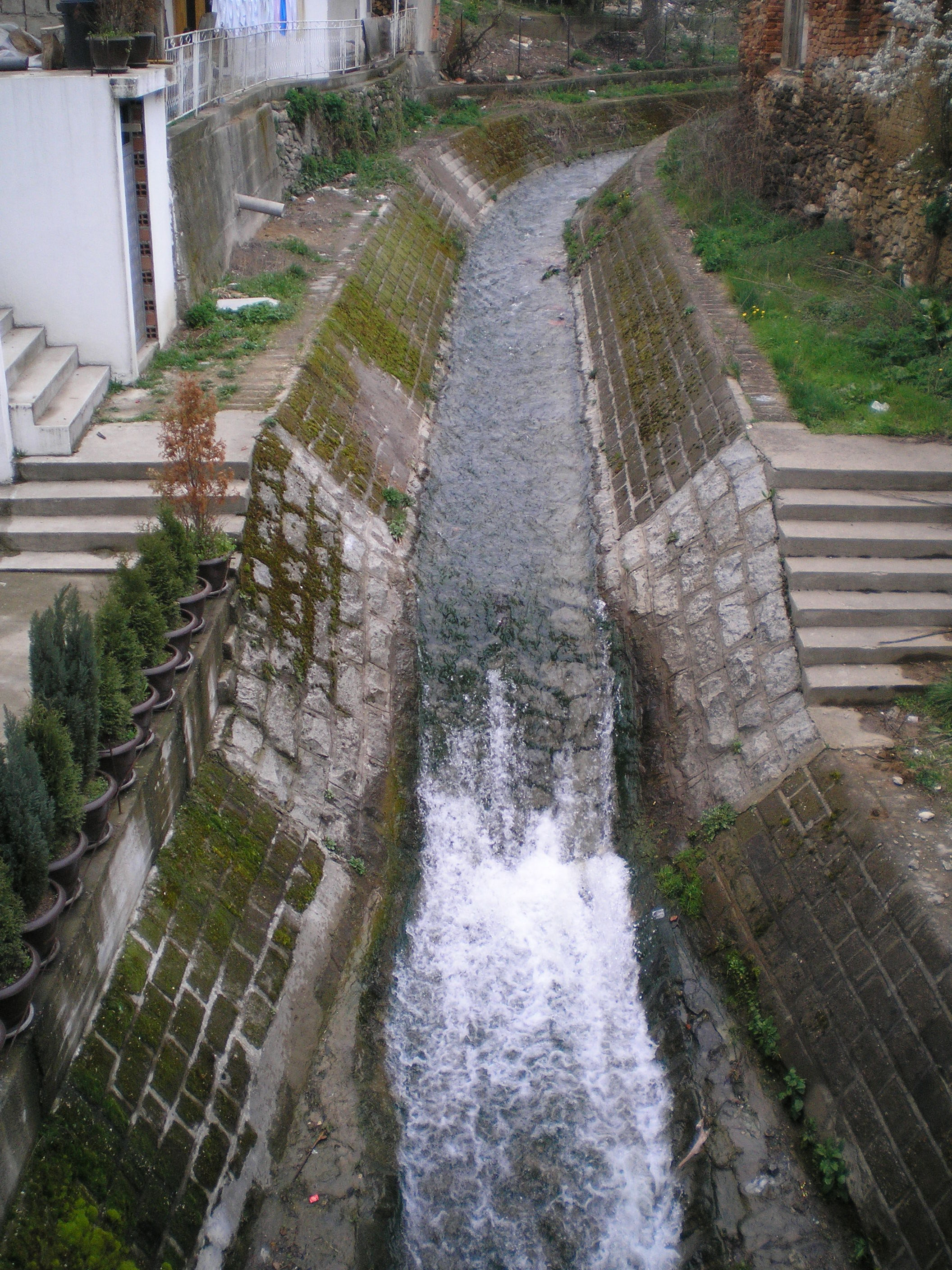
منظر لنهر فرانيي

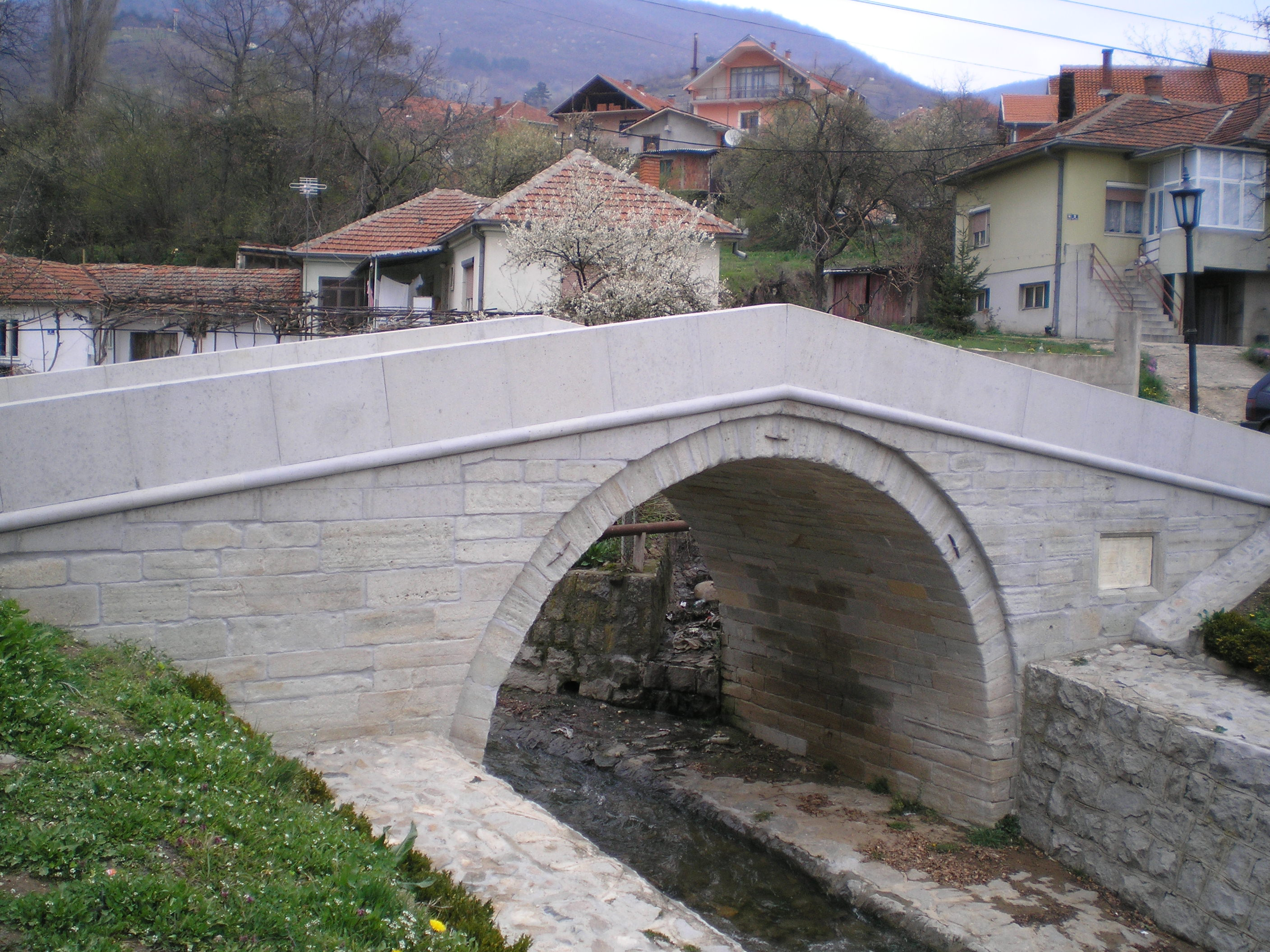
بيلي موست (الجسر الأبيض)

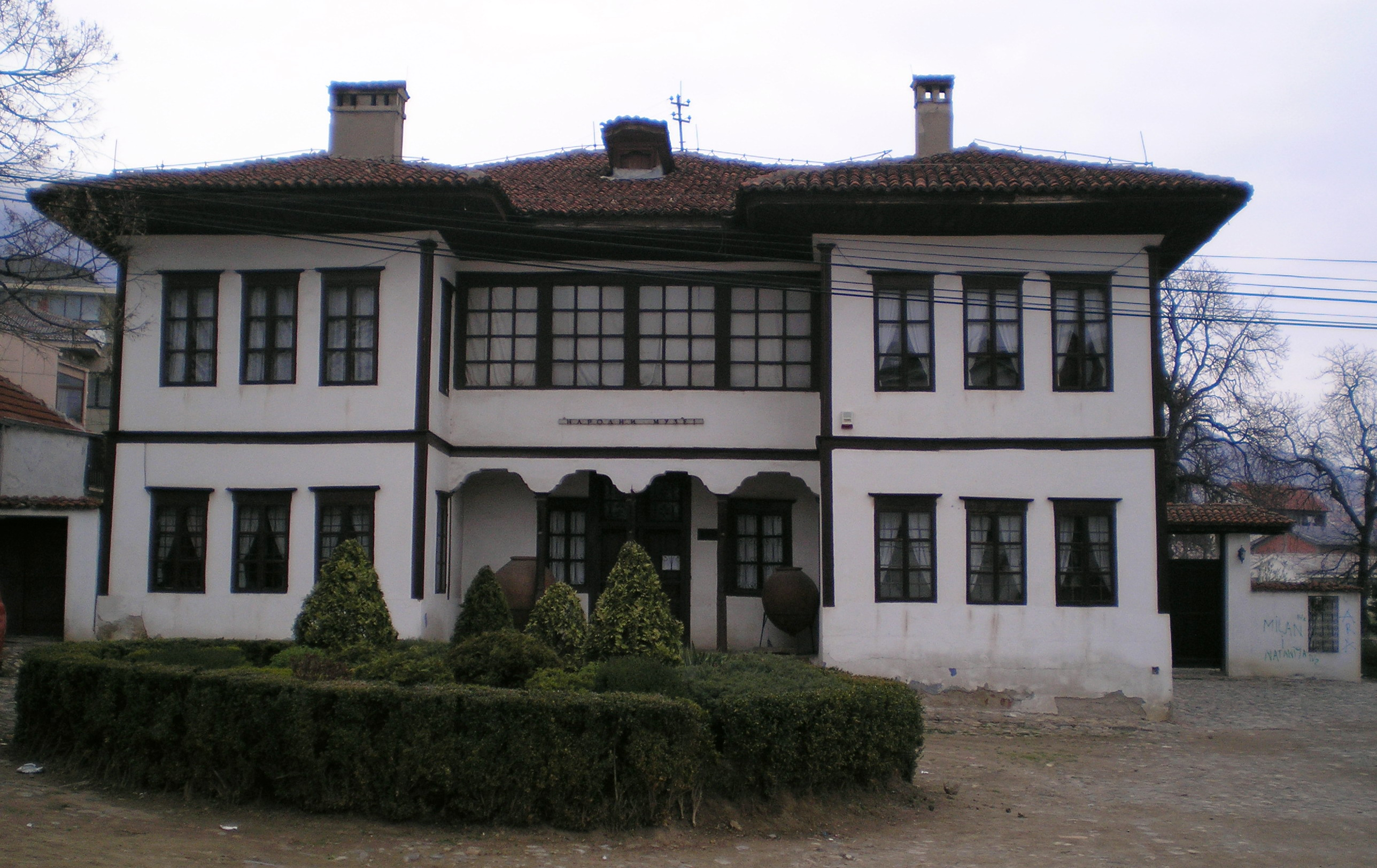
متحف فرانيي

فرانيي (Врање) هي مدينة في بسينجا في مقاطعة وسط صربيا في صربيا.
يبلغ عدد سكانها حوالي 56544 نسمة.

## المناخ
يظهر الجدول التالي التغييرات المناخية على مدار السنة لفرانيي:
| البيانات المناخية لـفرانيي                             | البيانات المناخية لـفرانيي | البيانات المناخية لـفرانيي | البيانات المناخية لـفرانيي | البيانات المناخية لـفرانيي | البيانات المناخية لـفرانيي | البيانات المناخية لـفرانيي | البيانات المناخية لـفرانيي | البيانات المناخية لـفرانيي | البيانات المناخية لـفرانيي | البيانات المناخية لـفرانيي | البيانات المناخية لـفرانيي | البيانات المناخية لـفرانيي | البيانات المناخية لـفرانيي |
| الشهر                                                  | يناير                      | فبراير                     | مارس                       | أبريل                      | مايو                       | يونيو                      | يوليو                      | أغسطس                      | سبتمبر                     | أكتوبر                     | نوفمبر                     | ديسمبر                     | المعدل السنوي              |
| ------------------------------------------------------ | -------------------------- | -------------------------- | -------------------------- | -------------------------- | -------------------------- | -------------------------- | -------------------------- | -------------------------- | -------------------------- | -------------------------- | -------------------------- | -------------------------- | -------------------------- |
| الدرجة القصوى °م (°ف)                                  | 17.9 (64.2)                | 22.4 (72.3)                | 26.3 (79.3)                | 31.5 (88.7)                | 33.3 (91.9)                | 37.9 (100.2)               | 41.6 (106.9)               | 39.6 (103.3)               | 35.6 (96.1)                | 30.6 (87.1)                | 26.1 (79.0)                | 18.7 (65.7)                | 41.6 (106.9)               |
| متوسط درجة الحرارة الكبرى °م (°ف)                      | 4.2 (39.6)                 | 6.8 (44.2)                 | 12.2 (54.0)                | 17.3 (63.1)                | 22.5 (72.5)                | 26.1 (79.0)                | 28.7 (83.7)                | 29.1 (84.4)                | 24.2 (75.6)                | 18.4 (65.1)                | 10.8 (51.4)                | 5.1 (41.2)                 | 17.1 (62.8)                |
| المتوسط اليومي °م (°ف)                                 | 0.3 (32.5)                 | 2.1 (35.8)                 | 6.7 (44.1)                 | 11.2 (52.2)                | 16.0 (60.8)                | 19.4 (66.9)                | 21.4 (70.5)                | 21.6 (70.9)                | 17.3 (63.1)                | 12.3 (54.1)                | 6.2 (43.2)                 | 1.5 (34.7)                 | 11.3 (52.3)                |
| متوسط درجة الحرارة الصغرى °م (°ف)                      | −3.6 (25.5)                | −2.6 (27.3)                | 1.1 (34.0)                 | 5.0 (41.0)                 | 9.4 (48.9)                 | 12.6 (54.7)                | 14.1 (57.4)                | 14.1 (57.4)                | 10.3 (50.5)                | 6.2 (43.2)                 | 1.5 (34.7)                 | −2.1 (28.2)                | 5.5 (41.9)                 |
| أدنى درجة حرارة °م (°ف)                                | −25.0 (−13.0)              | −22.0 (−7.6)               | −13.0 (8.6)                | −6.6 (20.1)                | 0.0 (32.0)                 | 2.3 (36.1)                 | 5.0 (41.0)                 | 4.5 (40.1)                 | −2.4 (27.7)                | −7.0 (19.4)                | −12.6 (9.3)                | −18.0 (−0.4)               | −25.0 (−13.0)              |
| الهطول مم (إنش)                                        | 35.4 (1.39)                | 38.3 (1.51)                | 38.2 (1.50)                | 52.0 (2.05)                | 56.3 (2.22)                | 63.2 (2.49)                | 44.7 (1.76)                | 43.2 (1.70)                | 46.7 (1.84)                | 52.4 (2.06)                | 57.4 (2.26)                | 50.5 (1.99)                | 578.3 (22.77)              |
| متوسط أيام هطول الأمطار (≥ 0.1 mm)                     | 12                         | 12                         | 12                         | 12                         | 13                         | 10                         | 8                          | 7                          | 9                          | 9                          | 12                         | 14                         | 131                        |
| متوسط الأيام المثلجة                                   | 10                         | 9                          | 6                          | 1                          | 0                          | 0                          | 0                          | 0                          | 0                          | 0                          | 4                          | 9                          | 39                         |
| متوسط الرطوبة النسبية (%)                              | 81                         | 75                         | 67                         | 64                         | 65                         | 65                         | 61                         | 60                         | 67                         | 73                         | 79                         | 83                         | 70                         |
| ساعات سطوع الشمس الشهرية                               | 73.8                       | 100.7                      | 151.3                      | 176.2                      | 230.5                      | 274.3                      | 316.1                      | 294.8                      | 209.8                      | 153.4                      | 87.5                       | 55.5                       | 2٬123٫9                    |
| المصدر: Republic Hydrometeorological Service of Serbia |                            |                            |                            |                            |                            |                            |                            |                            |                            |                            |                            |                            |                            |

## توأمة
لفرانيي اتفاقيات توأمة مع كل من:
- نوفي سونتس
- كومانوفو

## أعلام
- جوزيب كوزي
- نيكولا يانكوفيتش
- آنا إيليك
- لازار دورديفيك